# Castiarina hudsoni
Castiarina hudsoni es una especie de escarabajo del género Castiarina, familia Buprestidae. Fue descrita científicamente por Nylander en 2001.